# Hala Kopka

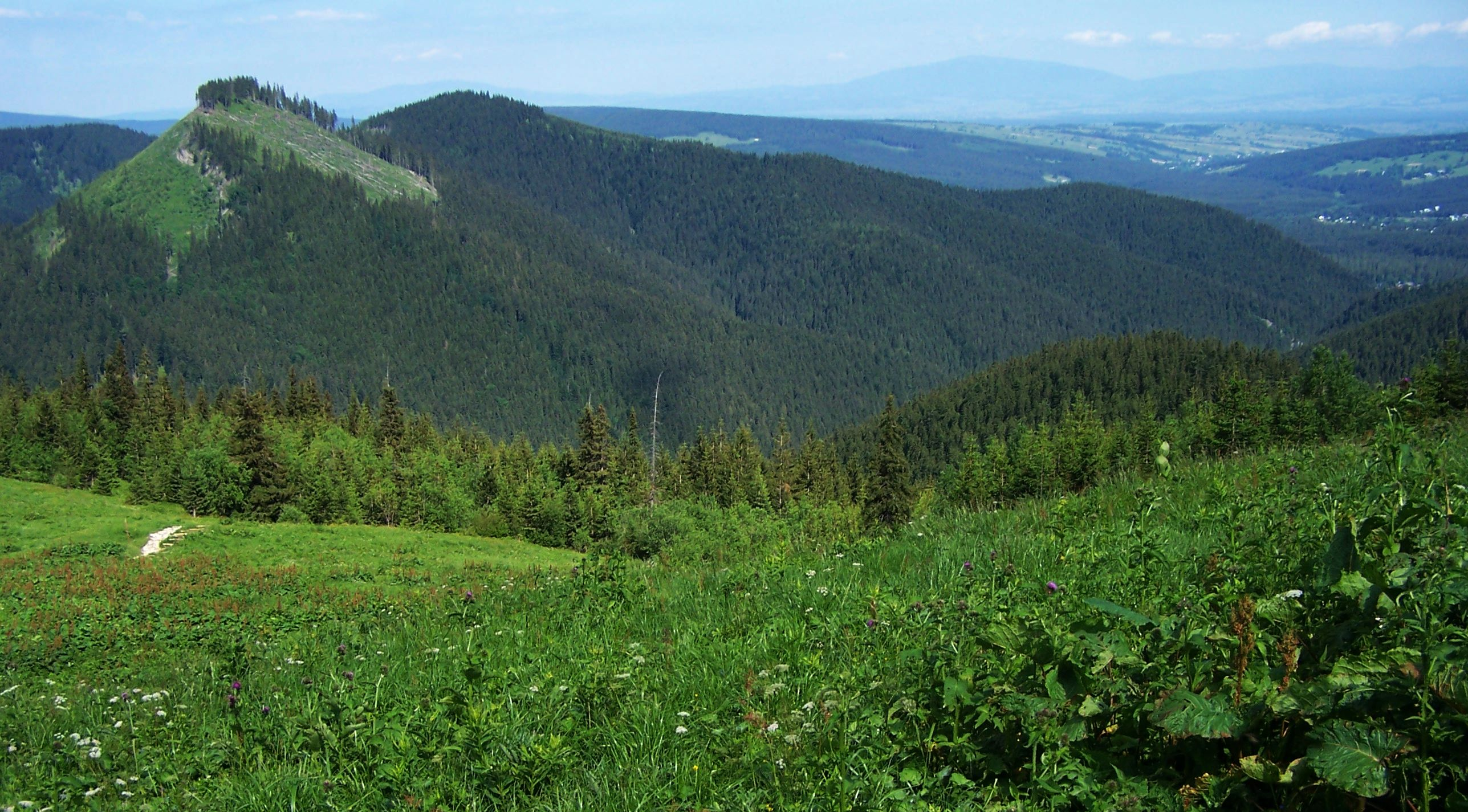
Widok na tereny dawnej hali Kopka z polany Upłaz

Hala Kopka – dawna hala pasterska w polskich Tatrach Zachodnich. Obejmowała tereny między Doliną Kościeliską a Doliną Lejową, na Kościeliskich Kopkach powyżej górnego końca dolinki Jaroniec. Wraz z Halą Lejową miała powierzchnię 96,45 ha, z czego halizny stanowiły 8,70 ha, lasy 22,66 ha, nieużytki 65,09 ha. Będące własnością Wspólnoty Leśnej Uprawnionych Ośmiu Wsi hale nie posiadały dodatkowych serwitutów. Na obydwu halach wypas w przeliczeniu na owce wynosił łącznie 140 sztuk. 
Do hali Kopka należała polana Kopka mająca dość bujny porost trawy. Jednak ze względu na niewielką powierzchnię hala Kopka miała niewielkie znaczenie użytkowe. Po utworzeniu Tatrzańskiego Parku Narodowego wypas na hali został zniesiony.